# 今西幹一郎
今西 幹一郎（いまにし かんいちろう / もといちろう、1846年9月26日（弘化3年8月6日）‐ 1927年（昭和2年）11月4日） は、明治から大正期の実業家、政治家。衆議院議員、愛媛県北宇和郡好藤村長。

## 経歴
伊予国宇和郡国遠村（現愛媛県北宇和郡国遠村、好藤村、広見町を経て現鬼北町国遠) で、庄屋・今西権四郎（行孝）の長男として生まれた。漢学、撃剣、柔術を学んだ。幼年で父と死別し、万延元年10月（1860年）家督を相続し庄屋役を継承した。1868年（明治元年）私財を投じて国遠に溜池を設け灌漑設備の整備を行った。
民事掛、副戸長、学校世話掛、地位等級調査委員、戸長、学務委員などを歴任。1884年（明治17年）5月、愛媛県会議員に選出され1888年（明治21年）3月に退職。山崎惣六らに説得されて1889年（明治22年）1月、再度県会議員に就任し1892年（明治25年）3月まで在任。その他、北宇和郡会議員、好藤村会議員、各郡連合農談会員、所得税調査委員、地方森林会議員などを務めた。1894年（明治27年）9月の第4回衆議院議員総選挙で愛媛県第6区に自由党所属で出馬したが次点で落選。当選者末広重恭の死去に伴い1896年（明治29年）3月に実施された補欠選挙で当選し、衆議院議員に1期在任した。
1906年（明治39年）村民の要望で好藤村長に就任し1910年（明治43年）まで務めた。この間、道路整備、小学校建築に取り組み、貧民救助基金蓄積条例を制定して生活困窮者への援助を行った。
1893年（明治26年）頃から宇和島鉄道の建設を計画したが日清・日露戦争の影響などで実現しなかったが、1910年（明治43年）から計画の再興を図り宇和島鉄道取締役・副社長に就任し、1914年（大正3年）10月の宇和島・近永間17.4kmの開通の実現に貢献した。また、1907年（明治40年）以降、宇和水力電気会社の設立を渡邊修らと図って尽力し、1910年1月に同社の設立に伴い取締役に就任した。

## 著作
- 今西幹一郎編 編『沿革類聚愛媛県布達引書』 正編、今西幹一郎、1884年3月。全国書誌番号:40023030、NDLJP:788289。
- 今西幹一郎編 編『沿革類聚愛媛県布達引書』 続編、今西幹一郎、1884年4月。全国書誌番号:40023030、NDLJP:788290。
- 今西幹一郎編 編『類聚明治法令索引』川田徳二郎校、大日本図書、1899年6月。全国書誌番号:40022976、NDLJP:788110。
- 今西幹一郎編 編『類聚明治法令索引』 続編、川田徳二郎校、大日本図書、1900年6月。全国書誌番号:40022977、NDLJP:1337350。

## 親族
- 弟 今西林三郎（実業家、衆議院議員）[1]